# Bilibili
Bilibili — китайский видеохостинг, созданный в 2009 году и расположенный в Шанхае. Предоставляет пользователям возможность загружать, просматривать и комментировать видеоролики на различные темы. Контент вебсайта состоит во многом из геймплеев, музыки и аниме.
С середины 2010-х годов, из-за цензуры в Китае и блокировки большинства зарубежных сервисов, Bilibili начал обретать значительную популярность среди китайской аудитории. Помимо анимации, игр и комиксов, на видеохостинге начали появляться видео других тематик, например, телешоу или документальные фильмы. Сайт стал одной из наиболее популярных платформ для стриминга. В четвёртом квартале 2022 года количество активных пользователей вебсайта достигло около 332,6 миллионов, включая 28,5 миллионов премиум-пользователей.

## История
Над созданием работал Сюй И. Он во многом вдохновился набирающими популярность в то время NicoNico Douga и AcFun. К 26 июня 2009 года, всего за 3 дня, он создал прототип вебсайта, который на тот момент являлся фандомом под доменным именем «mikufans.cn». C ростом его популярности, 14 января 2010 года сайт был полностью переделан под видеохостинг и сменил домен на «bilibili.us». Сайт назван в честь никнейма протагонистки Микото Мисаки из аниме To Aru Kagaku no Railgun. В июне 2011 года проект перешёл с домена .us на «bilibili.tv».
В апреле 2012 года Bilibili заключила соглашение с NicoNico Douga о трансляции последних серий аниме Fate/Zero с китайскими субтитрами. Однако программа подверглась цензуре и одна из основанных Сюй И компаний была оштрафована правительством.
В 2016 году была введена подписка для пользователей, позволяющая смотреть некоторые премиум-видеоролики, недоступные для просмотра обычным пользователям. Кроме того, наличие подписки позволяет смотреть видео в большем разрешении.
С 2018 года компания зарегистрирована на бирже NASDAQ. По состоянию на 2019 год сотрудничает с Sony Group Corporation. Также корпорация владеет 5 % акций видеохостинга.
Ныне большую часть прибыли сайт получает за счет рекламы, партнёрского маркетинга, премиумных подписок и создания игр для китайского рынка.